# Juliana (helgon)

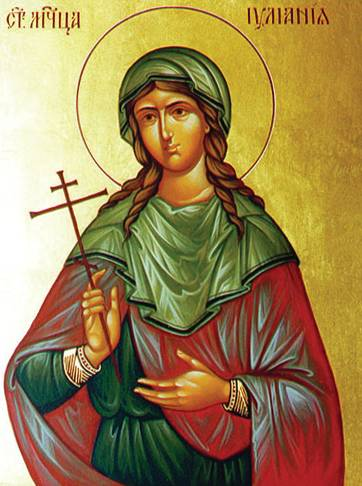
Juliana

Juliana av Nikomedia, född okänt år i Kyme, död omkring 304 i Nikomedia eller Neapel, är ett helgon i Östortodoxa kyrkan och Katolska kyrkan, med något oviss historicitet. Enligt legenden led hon martyrdöden under Diocletianus. Hennes minnesdag infaller den 16 februari.

## Biografi
Den äldsta bevarade källan om Julianas liv är Martyrologium Hieronymianum som anger att hon var född i Kyme, och nämner henne för den 16 februari. Gregorius den store nämner henne i ett brev och skriver att hon firades särskilt i Neapel. En förmögen kvinna vid namn Januaria uppförde en kyrka och begärde reliker från bland andra Juliana, vilket Gregorius i ett brev till Fortunatus av Neapel beviljande henne. 
Beda venerabilis utgick från en legendsamling, Julianaakterna, när han skrev om henne i sin Martyrologium. Stoffet kan inte värderas historiskt. Där anges att Juliana levde i Nikomedia och var gift med en senator vid namn Eleusius. Det berättas där om en strid hon skall ha fört mot Djävulen, vilket var en populär berättelse under medeltiden. Hon föll offer vid Maximianus förföljelser mot de kristna, och halshöggs efter att ha blivit torterad. Hennes kvarlevor skall sedan ha tagits till Kampanien. Det kan måhända röra sig om två olika Juliana.
Juliana var ett mycket omtyckt helgon under medeltiden, och hon anses som skyddhelgon för förlossningar.